# William Gray & Company
La William Gray & Company Ltd. fu una compagnia britannica di costruzioni navali di Hartlepool, nella contea di Durham, Nel nordest dell'Inghilterra. Fu fondata nel 1863 da John Denton e William Gray in partnership, divenne una società a responsabilità limitata e poi una public limited company sotto alla guida di tre generazioni di Gray, fino alla liquidazione volontaria del 1962.

## Storia della compagnia

### Denton, Gray & Co.
Nel 1839 John Punshon Denton stabilì un cantiere navale a Middleton, un sobborgo di Hartlepool, per riparare e costruire navi a vela in legno. Nel 1863 Denton entrò in partnership con William Gray, un uomo d'affari di successo con una catena di negozi a Hartlepool, per formare la Denton, Gray and Company. Il cantiere fu modernizzato ed esteso e iniziò a costruire navi con scafo in ferro. La prima nave fu varata il 23 gennaio 1864. Nel 1865 la Denton, Gray and Co. stabilì una nuova partnership con il costruttore Richardson, Duck and Co. di Stockton-on-Tees e con i costruttori di motori marini T. Richardson and Sons per formare la Richardson, Denton, Duck and Co. Gli affari però risultarono magri e la l'azienda collettiva terminò solo quattro navi prima di essere dissolta nel settembre 1866, quando le compagnie tornarono ai loro nomi originali. Tra il 1867 e il 1868 la Denton, Gray and Co. si espanse, prendendo nel 1968 il controllo di un cantiere vicino, fatto che permise loro di diversificare la produzione aggiungendo le riparazioni navali. Nel 1869 la compagnia si trasferì in un cantiere più ampio nella zona occidentale di Hartlepool, che copriva otto acri e dava lavoro fino a 1200 uomini.
La partnership con Denton terminò alla sua morte, nel 1871. Ormai Denton e Gray erano in disaccordo su quali dei loro figli potessero essere aggiunti come soci. Il problema era arrivato in tribunale ma, siccome la compagnia era stata formata senza alcun contratto formale, i tribunali non furono capaci di raggiungere una decisione in merito. Alla fine i figli di Denton lasciarono la compagnia, nel 1874 fu ribattezzata William Gray & Company, e Gray prese come partner il figlio maggiore Matthew.

### William Gray & Co.
L'impresa fiorì e nel 1878 ebbe il record annuale britannico di produzione, varando 18 navi in un solo anno. La compagnia divenne presto la prima produttrice di West Hartlepool per clipper di metallo, navi a vela in legno e piroscafi. Impiegando circa 2000 uomini, la compagnia registrò per sei volte tra il 1878 e il 1900 la più grande produzione per cantiere della nazione.
Nel 1883 Gray creò la Central Marine Engineering Works, al fine di produrre in proprio i motori marini necessari per la produzione, assumendo l'ingegnere Thomas Mudd dalla T. Richardson and Sons.
Il 1 gennaio 1889 Gray divenne una società a responsabilità limitata, con William Gray come presidente e i figli Matthew e William, insieme al genero George Henry Baines, come direttori. Come riconoscimento per le molte opere di beneficenza e la sua carica come sindaco di West Hartlepool, nel 1890 William Gray fu nominato cavaliere. Tra il 1892 e il 1895 uno dei principali clienti della compagnia fu la ''Shell'' Transport and Trading Company, che fece costruire otto petroliere.
Matthew Gray morì nel 1896, seguito nel 1898 da Sir William Gray e da Thomas Mudd, lasciando come presidente il figlio minore di Sir William, William Cresswell Gray. Questo espanse la compagnia, comprando la Milton Forge and Engineering Company, permettendo alla Gray di aumentare la produzione di motori, caldaie e pompe marine e altri macchinari. In associazione con Sir Christopher Furness comprò anche la Moor Steel and Iron Works di Stockton-on-Tees, la Stockton Malleable Iron Works e la West Hartlepool Steel and Iron Works, che furono amalgamate nella nuova compagnia South Durham Steel and Iron Company Ltd., che provvedeva al materiale per la costruzione delle navi. Nel 1900 furono costruiti altri due scali inclinati, portando il totale a 11. La compagnia impegnava allora 3000 uomini e per l'inizio della prima guerra mondiale, nel 1914, aveva costruito 200 navi.
La guerra portò un aumento dell'attività del cantiere e nel 1918, dall'inizio della guerra, erano già state costruite 30 navi mercantili, 13 navi per l'Ammiragliato, inclusi quattro monitori classe M15, e 30 navi da carico di standard bellico per lo Shipping Controller. Alla Central Marine Engine Works fu aperto un reparto che impiegava principalmente donne per la produzione di bossoli per proiettili. il 14 giugno 1917 il re Giorgio V e la regina Mary visitarono il cantiere come parte di una visita dell'area per alzare il morale dei sudditi e il e 7 luglio 1917 William C. Gray fu nominato I Baronetto Gray di Tunstall Manor.
Nel 1918 Gray divenne una società ad azionariato diffuso. Nei primi anni 20 però la società ebbe difficoltà finanziarie dovute alla stagnazione del mercato delle navi mercantili, saturato dalle navi costruite durante la guerra. nel 1922 la compagnia costruì solo tre navi e nel 1923 solo sette. Sir William Cresswell Gray morì nel 1924 e la presidenza della società passò al figlio, Sir William Gray, II Baronetto. Dovette occuparsi di una compagnia pesantemente indebitata ma che nel 1929 riuscì comunque a completare la millesima nave.
Nel 1930, quando colpì la grande depressione, il cantiere fu chiuso per mancanza di ordini. Nel 1932 il cantiere riaprì temporaneamente per costruite una pilotina per i piloti del Tees e sei navi mercantili, prima di chiudere nuovamente. Nel 1934 il cantiere riaprì per costruire due navi a vapore a ruota per il servizio passeggeri attraverso l'Humber. Nel 1935 il cantiere aprì nuovamente per costruite un mercantile, che però non fu venduto per altri due anni. Gli affari non migliorarono fino al 1936, quando il cantiere costruì in tre anni 30 navi mercantili e due dragamine classe Halcyon per la Royal Navy. Lo scoppio della seconda guerra mondiale vide la ripresa completa dell'attività, con 72 navi costruite e 1750 riparate tra il 1939 e il 1945.
Dopo la guerra la produzione britannica di navi iniziò a declinare a causa del successo della cantieristica tedesca e giapponese. Tra il 1945 e il 1959 Gray costruì una media di solo 7,5 navi all'anno, più alcune petroliere. Nel 1959 l'unico ordine furono due porta rinfuse per minerali. L'ultima nave costruita da Gray fu varata nel 1961. I lavori di riparazione continuarono fino al 1962, quando la compagnia andò in liquidazione volontaria.